# Parlamentet for hovedstaden Bruxelles
Det regionale parlament for hovedstaden Bruxelles (nederlandsk: Brussels Hoofdstedelijk Parlement, fransk: Parlement de la Région de Bruxelles-Capitale) er den lovgivende forsamling for arrondissementet og regionen Bruxelles.  

## Opgaver
Den regionale lovgivning for Bruxelles omfatter bl.a. fysisk planlægning, boliger, økonomi, energi og tilsyn med kommunerne.
Derimod hører kulturen (kultur, uddannelse, sociale forhold og delvist sundhedsvæsen) under de sproglige parlamenter. Således hører den nederlandsk-flamske kultur under det Flamske parlament, mens den fransk-vallonske kultur hører under det franske fællesskabs parlament. 

## Partier
Det regionale parlament for hovedstaden Bruxelles har 89 medlemmer. De 72 er fransk-talende, mens de 17 er nederlandsk-talende.
Efter valget i 2014 fordeler parlamentets 89 medlemmer sig således: 
- PVDA-PTB: 4
- Ecolo  Ecolo: 8
- Groen: 3
- Parti Socialiste: 22
- Socialistische Partij Anders: 3
- DéFI: 12
- Centre démocrate humaniste: 9
- Christen-Democratisch en Vlaams: 2
- Mouvement Réformateur: 17
- Open VLD: 5
- Nieuw-Vlaamse Alliantie: 3
- Vlaams Belang: 1

| Politik | Spire Denne artikel om politik og ideologi er en spire som bør udbygges. Du er velkommen til at hjælpe Wikipedia ved at udvide den. |